# Christophe Coello
Pour les articles homonymes, voir Coello.
Christophe Coello est un documentariste français. Il a travaillé en France, en Espagne et en Amérique latine. Il a notamment réalisé avec Pierre Carles et Stéphane Goxe deux films sur le rapport au travail, Attention danger travail et Volem rien foutre al païs. 
Squat, la ville est à nous ! montre comment un groupe militant de Barcelone se réapproprie les immeubles désaffectés pour lutter contre la gentrification des quartiers populaires,.

## Filmographie
- 1996 : École en terre Maya
- 1998 : Chili dans l'Ombre du Jaguar
- 2000 : Mari Chi Weu
- 2003 : Attention danger travail
- 2006 : Regards Croisés sur l'Ecole
- 2007 : Bonjour, bonsoir
- 2007 : Volem rien foutre al païs
- 2010 : Retour en terre Mapuche
- 2011 : Squat, la ville est à nous !